# SOFAR通道
SOFAR通道（SOFAR channel），也称深海低频声学通道（deep sound channel），是海洋中低频声音传播的一个区间。在这个通道中的低频声波能以最小的能量衰减传递很远的距离。